# Antibalaka

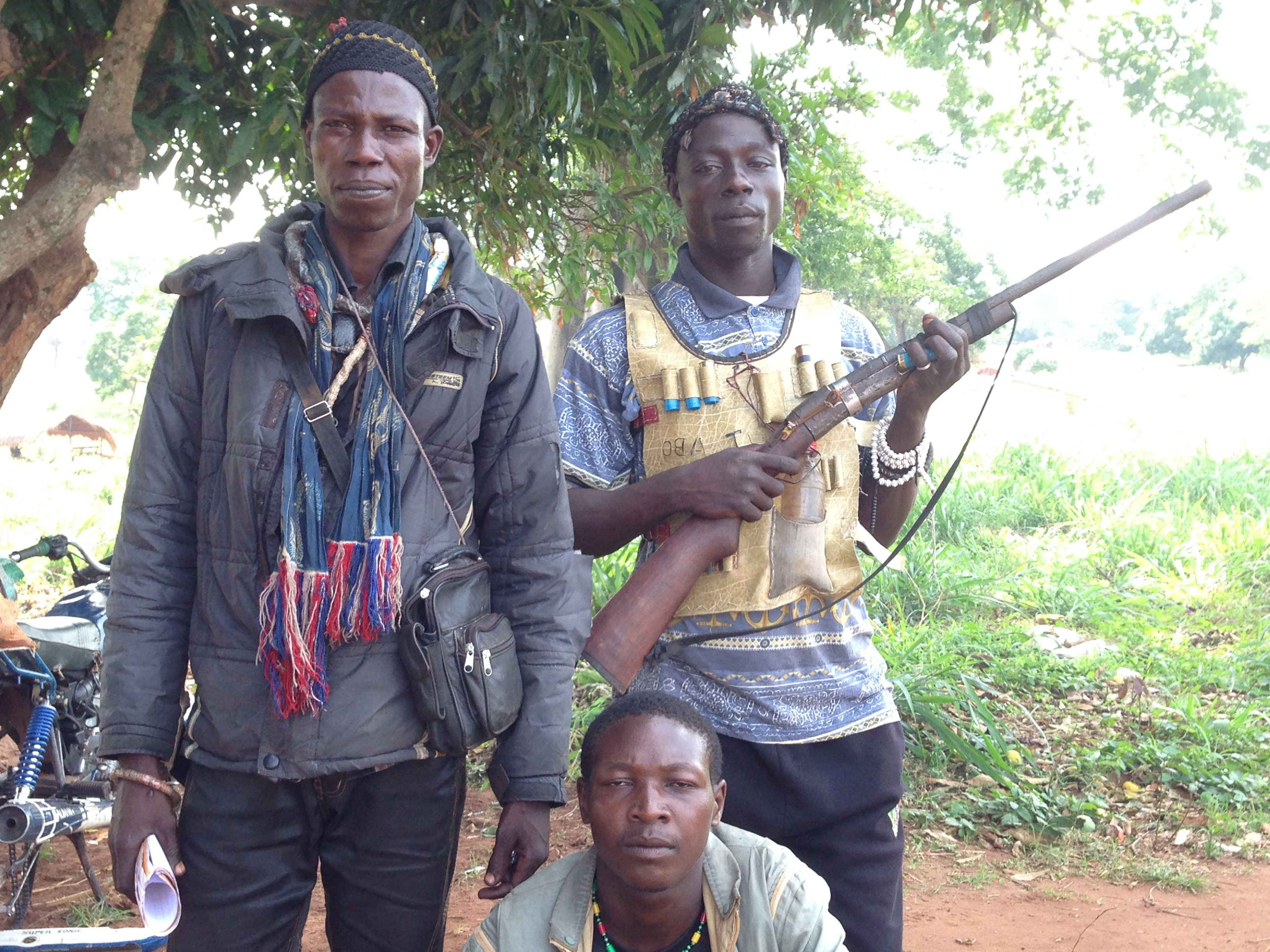
Bojovníci Antibalaky, 2014

Antibalaka jsou lidové milice, které se v násilím zmítané Středoafrické republice v roce 2013 zformovaly za účelem obrany domorodců vůči útokům rebelů z organizace Séléka. Postupem času se však Antibalaka radikalizovala a začala se dopouštět stejných zločinů jako Séléka.
Náboženství ve střetech obou skupin původně nehrálo velkou roli. Stálé zdůrazňování toho, že Sélékovci jsou muslimové a členové Antibalaky křesťané, však vedlo k zatažení náboženského přesvědčení do konfliktu a vyhrocení nenávisti. Antibalaka začala útočit i na muslimy, kteří se Sélékou neměli nic společného a rabovat a vypalovat mešity.
Na konci roku 2013 Antibalaka zaútočila na hlavní město Bangui, čímž v zemi začala občanská válka. V červenci 2014 Séléka a Antibalaka v Kongu podepsaly příměří. Bezpečnostní situace se sice o něco zlepšila, občas nicméně v různých místech země vypukne prudká krize. Nově začalo docházet k únosům cizinců.
V konfliktu přišlo o život více než 2600 lidí, asi milion ze 4,5 milionu obyvatel opustil své domovy (údaje k září 2014). Podle odhadu UNICEF v zemi působilo na 6 tisíc dětských vojáků.
V září 2021 byl zatčen Eugène Ngaïkosset, vůdce anti-balaka a bývalý člen blízké stráže prezidenta Françoise Bozizého. Eugène Ngaïkosset je obviněn z mnoha zločinů v CAR.